# Petra Oriešková
Petra Oriešková (16. srpna 1941 Praha – 16. října 2022) byla česká malířka a sochařka.

## Život
Petra Oriešková se nejprve vyučila malířkou porcelánu ve Staré Roli u Karlových Varů (1954–1956) a v letech 1957–1960 vystudovala Střední odbornou školu výtvarnou v Praze. Roku 1960 byla přijata ke studiu na Vysokou školu uměleckoprůmyslovou v Praze do sochařského ateliéru prof. Otto Eckerta.
Absolvovala roku 1966 a poprvé vystavovala roku 1969 na společné výstavě mladých výtvarníků v ÚLUV, výstavě Nová figurace v Mánesu a společně s Peterem Orieškem v Galerii mladých.

### Ocenění
- 1973 Medaile, 1. mezinárodní výstava kresby a grafiky Del Pomero, Milán
- 1976 Čestné uznání MK, za ilustrace v knize Longos: Dafnis a Chloe (soutěž Nejkrásnější knihy)
- 1976 V. mezinárodní výstava kresby, Rijeka
- 1980 1. mezinárodní výstava kresby, galerie portrétů, Tuzla

## Dílo

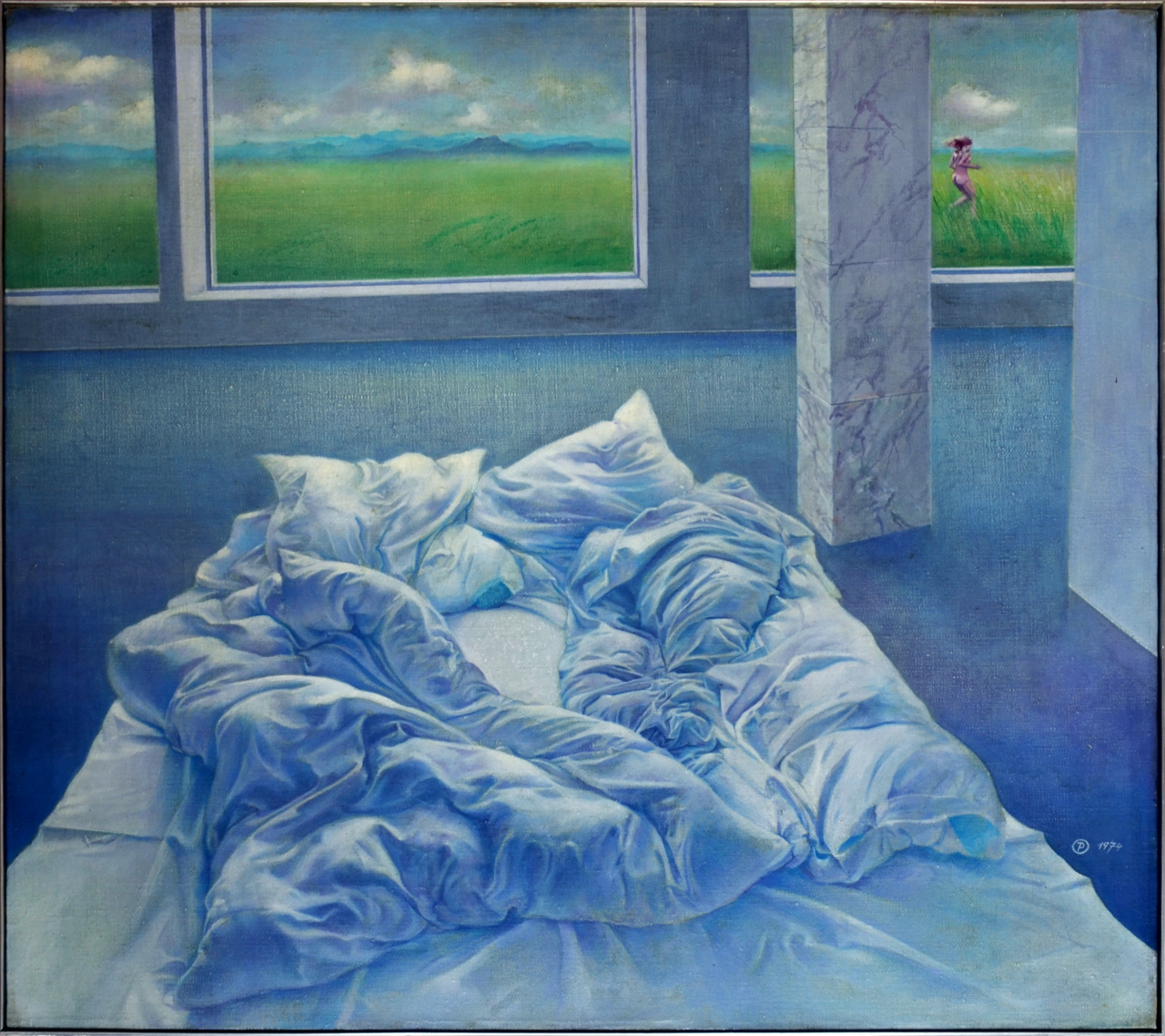
Petra Oriešková, Útěk, 1974

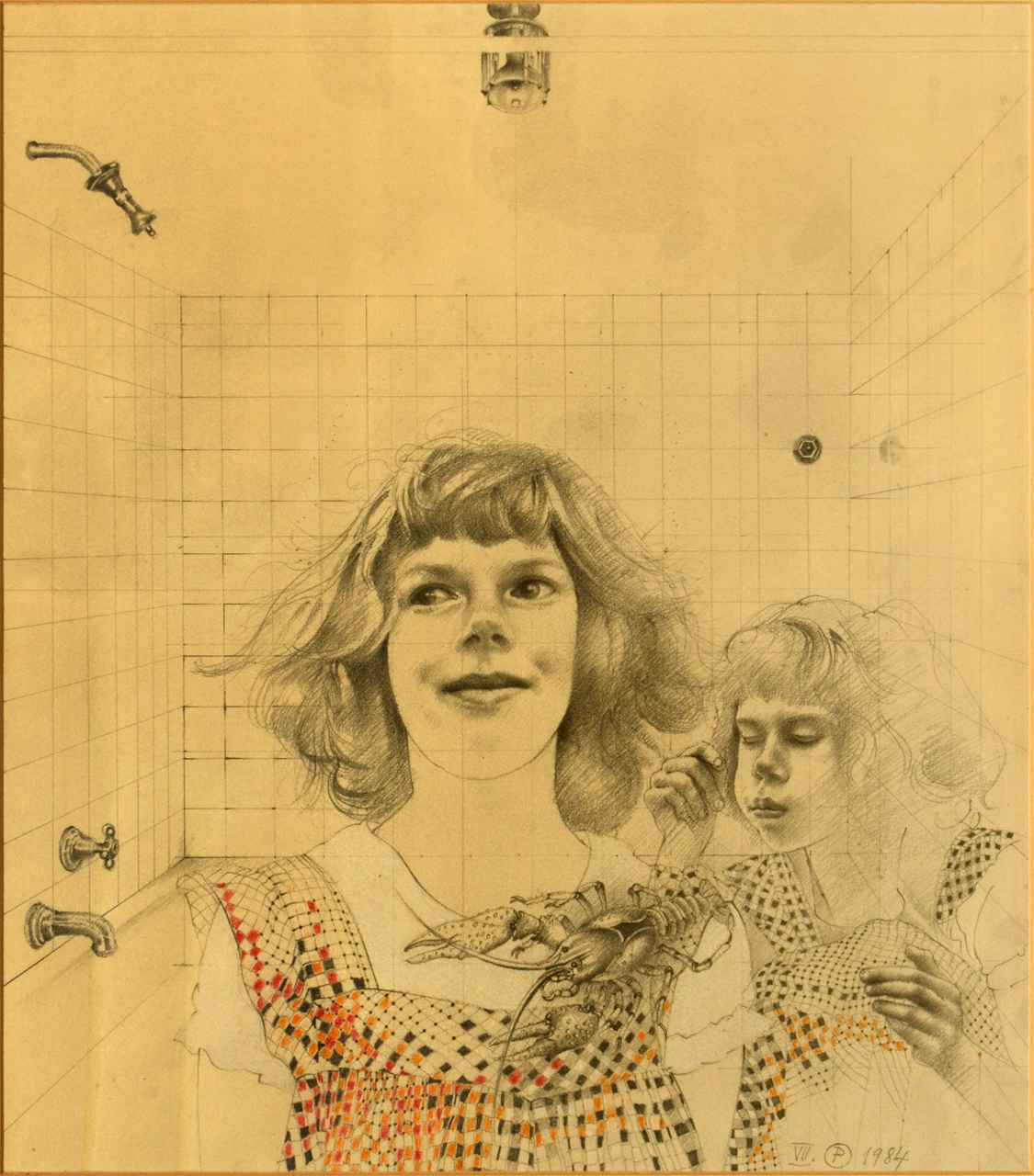
Petra Oriešková, Bez názvu, 1984

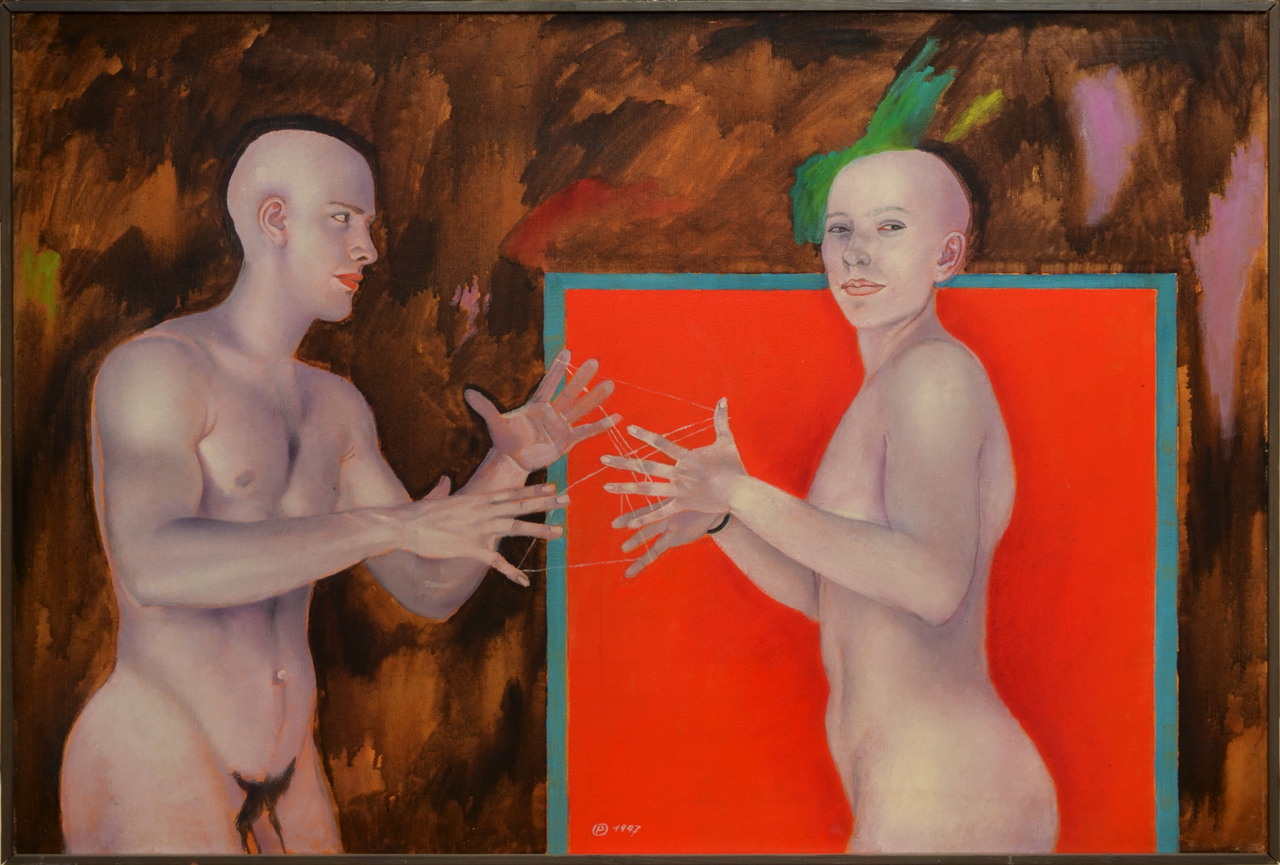
Petra Oriešková, Hra, 1997

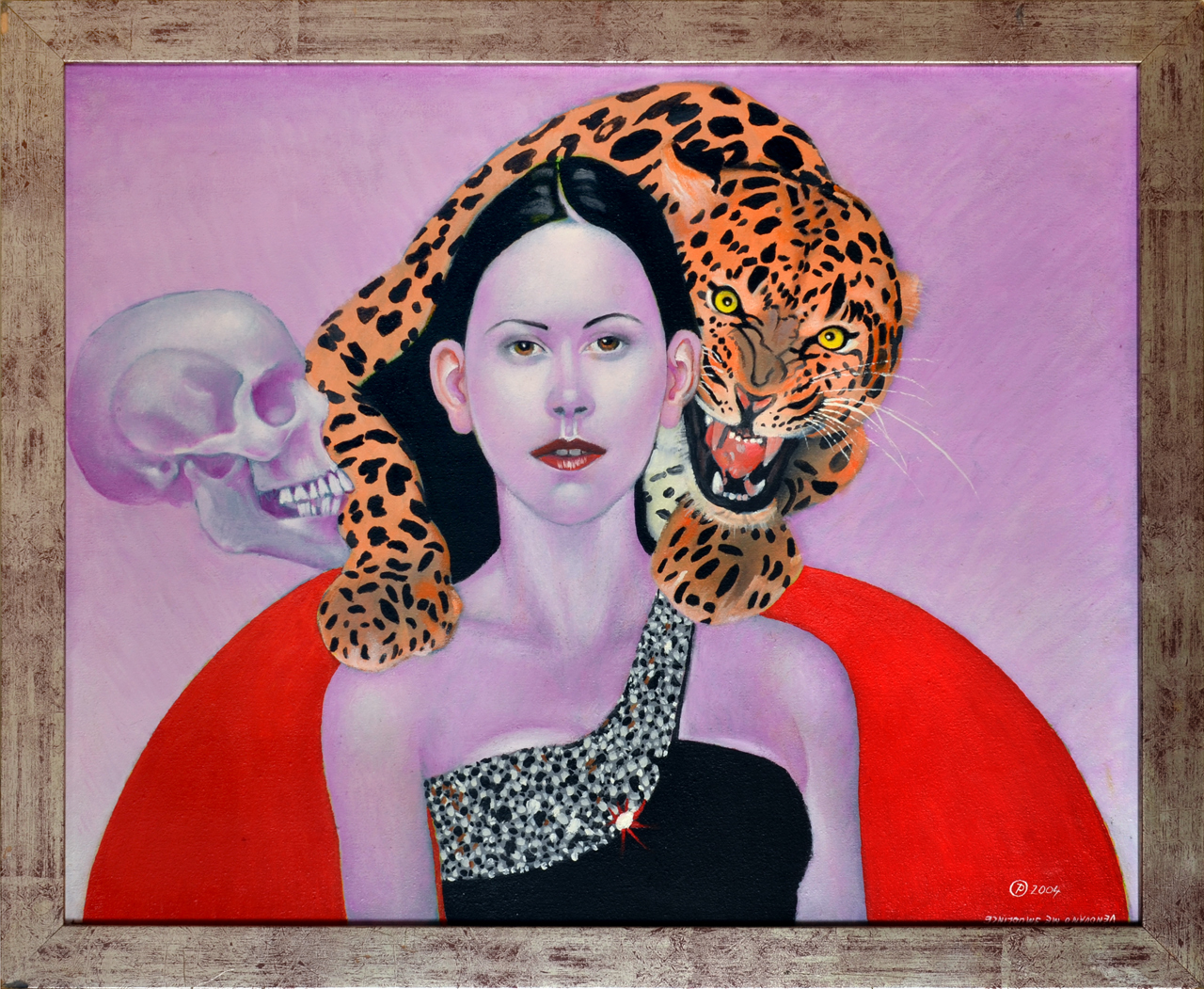
Petra Oriešková, Levhartovo objetí, 2004

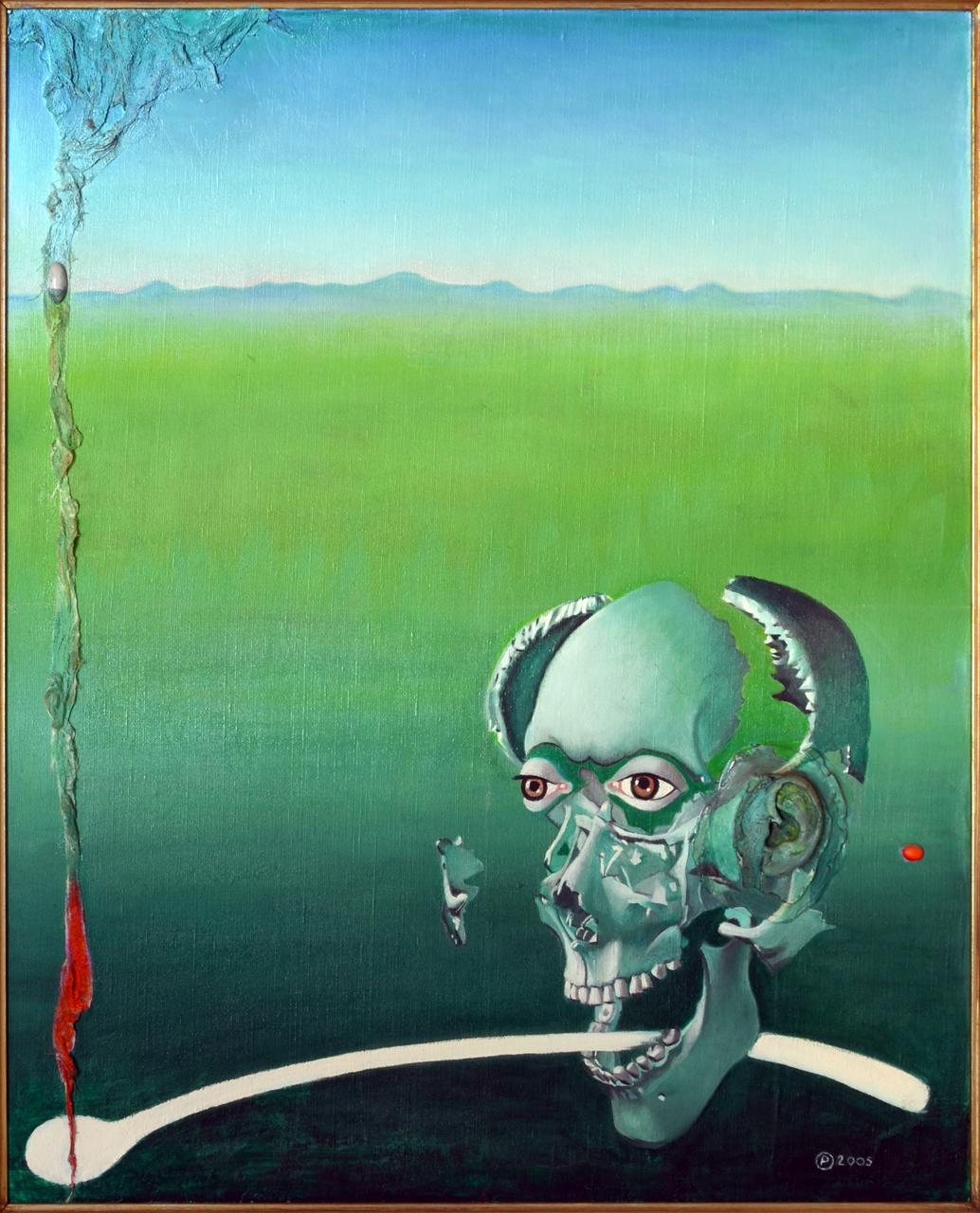
Petra Oriešková, Lžíce, 2005

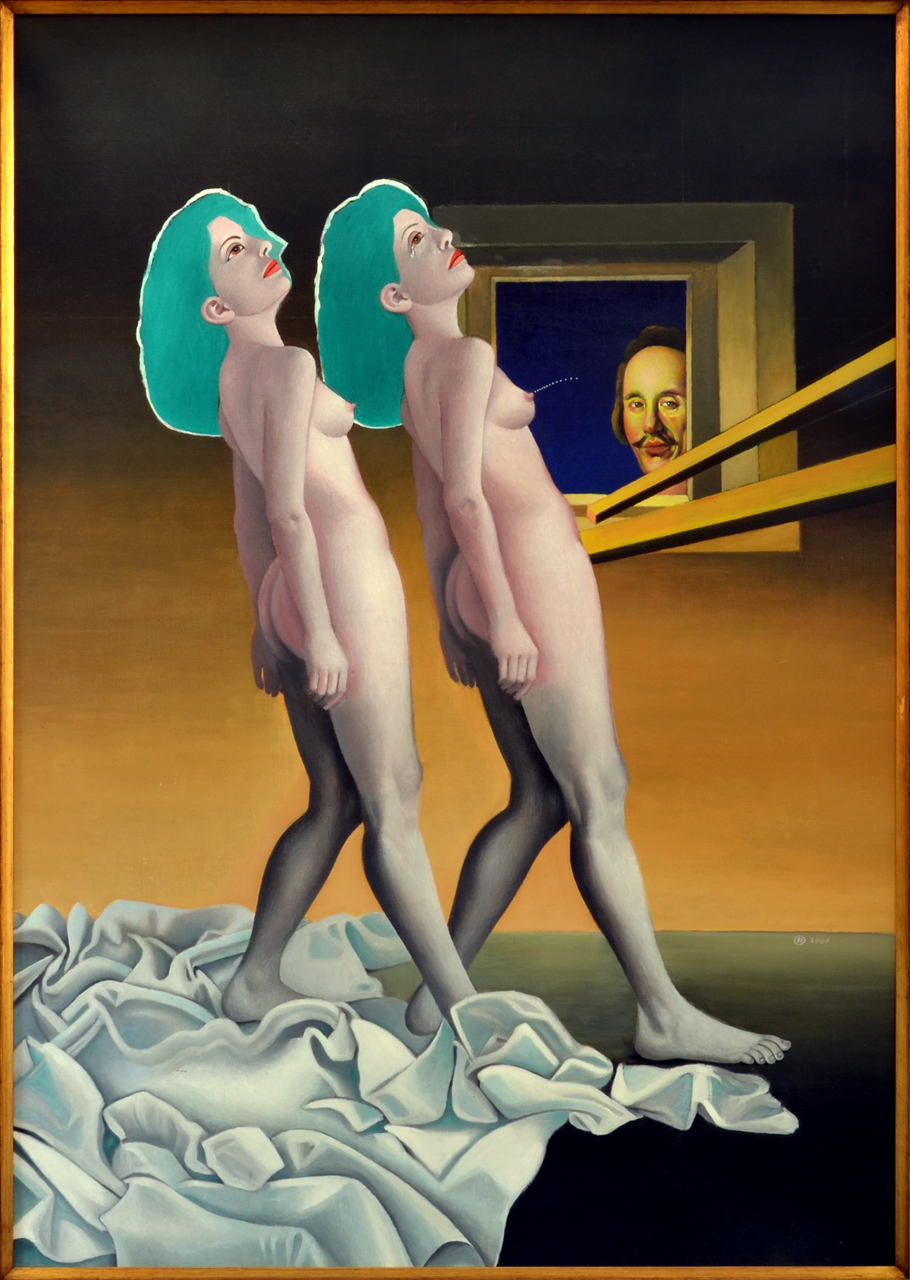
Petra Oriešková, Slza, 2009

Ojedinělou kolekci obrazů Petry Orieškové z roku 1966 shromáždila pro svou výstavu galerie Peron. V katalogu jsou expresionistické portréty a figury, některé zjevně inspirované dílem Francise Bacona (Tvář se psem, 1966), parafráze obrazů starých mistrů (Nahá Maja, 1966) nebo odkazy k surrealismu a pop artu. Autorka je řazena do proudu Nové figurace neboť se zabývá skrytými významy lidské existence a nikoli lidskou figurou jako výtvarným artefaktem nebo konkrétními situacemi.
Pro obrazy z konce 60. let je charakteristické volné nakládání se zobrazením postavy, fragmentace a neukončenost a soustředění na naturalistický detail tváře nebo rukou (Portrét rodiny, 1968, Léto, 1969). Oriešková vytváří hned na počátku své volné tvorby osobitý a jasně rozpoznatelný rukopis – kombinuje různé styly – realistické detaily s abstraktní malbou a obrysovou kresbou, prostorový plán i barevné plochy, reliéfní asambláž, nahé figury zasazené do iluzivního prostoru, pop-artové rekvizity.
V obrazech ze 70. a 80. let se prolíná sen jako ozvěna surrealistické tradice s hyperrealistickou malbou „v alegorické scénické vizi, prostupem, či spíše magickým sjednocením viděného a sněného“. Oriešková vytváří scénické alegorie skutečného života, které se odehrávají v tichu dokonale komponovaného iluzivního prostoru a obsahují snové představy odpoutané od reálného času. Obraz je chápán jako okno do prostoru s renesanční perspektivou, kam malířka umisťuje nahé lidské figury s každodenními dramaty jejich životů (Příběh, 1979) nebo důvěrně známé věci jako svědky minulých dějů (Ráno s helikoptérou, 1975, Ráno, 1984). Ženské figury v obrazech Petry Orieškové jsou vždy mladé a dokonale krásné, ale působí vážně a odcizeně.
„Vyloučení pojmu času akcentuje psychologickou hodnotu zobrazeného okamžiku a připoutává pozornost na hlubší, symbolický nebo osudový význam ustrnulého gesta nebo děje.“
V 90. letech do fiktivní reality obrazu zasazuje autorka nahé postavy jako symboly sexuální touhy, připomíná animální rysy lidského chování (Záměna, 1993), zabývá se problémem vlastní identity a jejího protějšku v obraze (Dvě bytosti, 1994). Realita, se kterou pracuje, se soustřeďuje do jednoho okamžiku a blíží se pojetí reportážní fotografie, ale je konstruovaná jako divadlo (Nářek, 1995). Výtvarný jazyk není není natolik prvořadý a závazný, aby musela pracovat na jeho zjemnění a zdokonalování. Je jen prostředkem, který zkouší zatížit obsahovým sdělením až k maximu.

### Ilustrace
- Meysenburg Malwida, Rolland Romain: Amore pace, texty Faltysová V , Holzknecht V, Sommer P, kniha 101 s., vyd. Supraphon Praha, 1980

### Zastoupení ve sbírkách
- Národní galerie v Praze
- Galerie hlavního města Prahy
- Alšova jihočeská galerie v Hluboké nad Vltavou
- GASK, (České muzeum výtvarných umění, Praha)
- Galerie výtvarného umění v Chebu
- Galerie umění Karlovy Vary
- Městská galerie, Ostrov
- Muzeum umění Olomouc
- Galerie Klatovy/Klenová
- Oblastní galerie v Liberci
- Severočeská galerie výtvarného umění v Litoměřicích
- Západočeská galerie v Plzni
- Galerie Benedikta Rejta, Louny
- Galerie výtvarného umění, Hlinsko
- Galerie H. Liebich, Dachau
- Galerie Schwarz, Milano
- Galerie portrétů, Tuzla,
- Moderní galerie v Rijece
- Soukromé sbírky doma a v zahraničí

### Výstavy

#### Autorské
- 1969 Galerie mladých, Mánes, Praha (s Peterem Orieškem)
- 1977 Olomouc, Nové Město nad Metují (s Jindrou Vikovou)
- 1979 Galerie Fronta, Praha (s. Jindrou Vikovou)
- 1982 Petra Oriešková: Kresby a grafika, Dům kultury ROH, České Budějovice
- 1983 Galerie Fronta, Praha (s. Jindrou Vikovou)
- 1989 Grafický kabinet, Olomouc (s Peterem Orieškem)
- 1991 České kulturní středisko Bratislava (s. Peterem Orieškem), Povážská galéria Žilina
- 1997 Galerie Litera, Praha, Univerzitní galerie, Plzeň
- 1999 Galerie ve dvoře, Veselí nad Moravou
- 2000 Galerie Antik, Slaný, Galerie české kultury, Český Krumlov
- 2001 Předtím a potom, obrazy z šedesátých a devadesátých let, galerie Peron, Praha
- 2001/02 Petra Oriešková: obrazy – kresby, výběr z tvorby 1966–2001, Wortnerův dům AJG, České Budějovice
- 2003 Petra Oriešková: Kresby, Galerie ES, Praha

#### Společné
Desítky výstav od roku 1969, podrobně viz Petra Oriešková: obrazy – kresby, výběr z tvorby 1966–2001, Vlastimil Tetiva, Alšova jihočeská galerie, České Budějovice, 2001